# Dżan Agha
Dżan Agha – wieś w Iranie, w ostanie Azerbejdżan Zachodni, w szahrestanie Mijandoab. W 2006 roku liczyła 273 mieszkańców.